# 挪威环境部
挪威環境部（挪威語：Miljøverndepartementet）是挪威政府的一個行政部門，成立於1972年5月8日。挪威環境部負責執行政府的氣候和環境政策。2014年，環境部更名為氣候與環境部（挪威語：Klima-og miljødepartementet）， 現任部長為挪威工黨的埃斯彭·巴特·艾德。挪威氣候與環境部向挪威議會負責。 